# Sanne Nijhof
Sanne Nijhof (* 20. Oktober 1987 in Den Ham, Provinz Overijssel) ist ein niederländisches Fotomodell.

## Biografie
Nijhof war in ihrer Jugend eine erfolgreiche Reiterin, musste den Sport jedoch nach einer Infektion mit dem Pfeifferschen Drüsenfieber aufgeben. Im Jahr 2006 nahm sie an der ersten Staffel der TV-Show Holland’s Next Top Model teil, bei der sie den ersten Platz erreichen konnte. Als Lohn erhielt sie einen Modelvertrag mit der Agentur Max Models im Wert von 50.000 € sowie das Recht, die Niederlande im darauffolgenden Jahr bei dem weltweiten Modelwettstreit Supermodel of the World zu vertreten. Nachdem Nijhof auch diesen Wettbewerb gewinnen konnte, erhielt sie einen mit 250.000 $ dotierten Vertrag bei der Agentur Ford Models.
Nijhof war auf dem Cover verschiedener Zeitschriften zu sehen, darunter der Vogue und der Elle sowie der Harpers Bazaar und der Marie Claire. Sie trat unter anderem bei Modenschauen in Paris, Mailand und New York City auf. Des Weiteren arbeitete sie als Model für die Kosmetikfirma Maybelline.